# Aisha Gheddafi
Ayesha al-Gaddafi (in arabo عائشة القذافي‎?; Tripoli, 24 dicembre 1977) è un'avvocata libica, unica figlia femmina di Muʿammar Gheddafi e di Safia Farkash, ha sei fratelli e un fratellastro nato dalla prima moglie di suo padre. Laureatasi alla Sorbona di Parigi, nel luglio 2004 ha fatto parte del team di avvocati difensori di Saddam Hussein.

## Biografia
Soprannominata "la Claudia Schiffer del Nordafrica", per la sua avvenenza, ha sposato un cugino di suo padre nel 2006. È stata la fondatrice dell'associazione di carità Wa Attassimou, creata in difesa di Muntazer al-Zaidi nell'occasione del lancio della scarpa al presidente degli Stati Uniti George W. Bush. Aisha Gheddafi è stata, dal luglio 2009, Ambasciatrice di buona volontà dell'ONU per la Libia, incaricata allo studio dei problemi relativi alla diffusione del virus dell'HIV, povertà e diritti delle donne in Libia. L'incarico le è stato revocato dalla stessa ONU nel febbraio 2011, in occasione delle sommosse popolari in Libia del 2011.

## Sommosse popolari del 2011
Il 23 febbraio 2011, Aisha Gheddafi era a bordo di un aereo che non fu fatto atterrare a Malta, si parlò di fuga, ma fu la stessa Aisha a smentire il fatto che stesse scappando dal suo paese ormai sull'orlo di una guerra civile. Il 30 agosto 2011 il governo algerino ha affermato che Aisha con i fratelli Hannibal e Mohammed ha attraversato il confine libico-algerino alle ore 8:45 (ora locale) nei pressi di Gadames. Durante la guerra civile libica perdono la vita suo padre, almeno 2 dei suoi 7 fratelli e 2 dei suoi 4 figli. 
Al 2015 risultava essere rifugiata in Oman insieme alla madre Safia Farkash, al fratello Hānnībāl, al fratellastro Muḥammad e alla sorella adottiva Hanna.